# Luxation cardiaque
La luxation cardiaque est la luxation du cœur en dehors du sac péricardique, à la suite d'un traumatisme à haute énergie ou d'une chirurgie avec résection partielle ou totale du péricarde. Il s'agit d'une lésion grave imposant une prise en charge chirurgicale rapide en raison du risque élevé d'arrêt cardiaque par torsion des gros vaisseaux.